# パリカ自然保護区
パリカ自然保護区（パリカしぜんほごく、エストニア語: Parika looduskaitseala）は、エストニア南部ヴィリャンディ県にある、1981年に設立された自然保護区である。区内にはマツ林が点在し、3つの湖とそれを囲む湿原が広がっており、いくつか珍しい種の植物が自生している。パリカ自然保護区は、2004年に欧州連合域内の生物保護地区ネットワーク「Natura 2000」の保護地域にも指定されている。

## 地理・地形・地質
パリカ自然保護区は、エストニア中央部に位置するパリカ・ボグの中心に設定されており、その面積は2,182ヘクタールである。パリカ・ボグは、西のサカラ台地、東のコルガ＝ヤーニ・ドラムリンに挟まれた、ヴルツヤルヴ（ヴルツ湖）低地の北西部に広がるボグ（泥炭地・沼沢地）である。かつて、パリカ・ボグの一帯は浅い湖（古パリカ湖）に覆われていたが、泥炭が堆積して湖が縮小してゆき、現在のような地形になった。
パリカ・ボグは、全くの平坦地ではなく、5メートル程度の高低差がある。かつて湖の底だった時代の堆積物を地盤とし、その上に厚さ4メートルから8メートルくらいの泥炭層が載っている。泥炭の質は年代によって異なり、分解された木質が主だった時代から、沼沢地化してくるとアシやスゲが中心となり、泥炭地化した後はワタスゲやミズゴケが中心で、全体の半分以上はミズゴケが泥炭化したものとみられる。

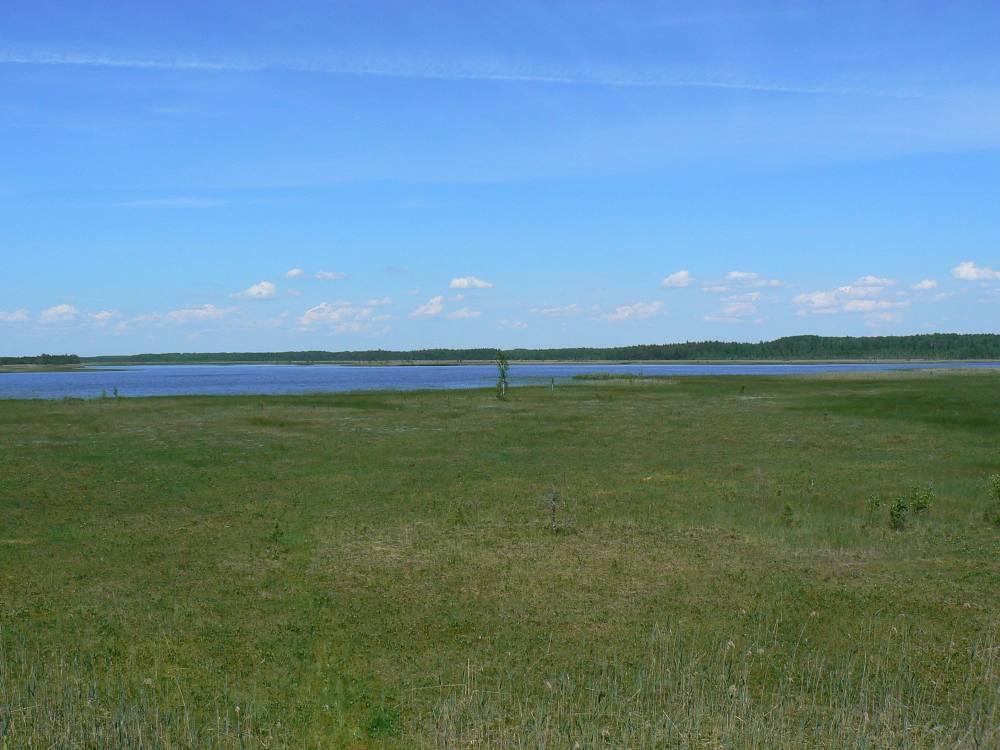
パリカ湖と湖岸に広がる湿原

縮小して残った湖の中で、最大のものはパリカ湖（Parika järv）で、面積は114.2ヘクタール。その他に、ハート形の輪郭が印象的な、面積4.8ヘクタールのヴァイケヤルヴ（Väikejärv、小さい湖）や、ボグにある沼に似ているプハヤルヴ（Pühajärv、聖なる湖）がある。
陸化した部分では、湖に接する湿地と隆起湿原、両者の間の過渡的なボグ、といった3つの段階を目にすることができる。隆起湿原の縁では、土壌の乾燥が進んで森林化したところもある。

## 動植物
自然保護区は、パリカ・ボグに生息する動植物の保護も目的としている。
区内の植生で中心的な種は、高木層・亜高木層ではマツ、ヨーロッパダケカンバ、ヒメカンバ、ヤナギなど、低木層ではクランベリー、セイヨウガンコウラン、ヒメシャクナゲなど、草本層・林床はワタスゲ、スゲ、ミズゴケなどである。
区内では、いくつか貴重な動植物種が確認されている。植物では、チョウセンラン（Corallorhiza trifida）、ハクサンチドリの仲間（Dactylorhiza fuchsii）、サカネランの仲間（Neottia ovata）、スイレンの仲間（Nymphaea candida）が確認されている。動物では鳥類が豊富で、アシナガワシ、ヨーロッパオオライチョウ、クロライチョウ、ナベコウ、クロヅル、アオサギなどが生息していることが特色である。

## 遊歩道
自然保護区について学べる遊歩道として、パリカ湖・ハイキングコース（距離200メートル）、ヴァイケヤルヴを囲むマツ林を抜けるパリカ・ヴァイケヤルヴ自然研究路（距離3.6キロメートル）が整備されている。